# The Feels
«The Feels» — английский сингл южнокорейской гёрл-группы Twice, выпущенный 1 октября 2021 года на лейблах JYP Entertainment и Republic Records.

## Предыстория
Перед выпуском «The Feels» Twice выпустили песни, записанные на английском языке, в том числе английские версии «Cry for Me», «I Can’t Stop Me» и «More & More». 15 июня 2018 года они выпустили кавер на сингл The Jackson 5 1969 года «I Want You Back». Он был выпущен как цифровой сингл и записан с оригинальным английским текстом. Обложка позже появилась на их первом японском альбоме BDZ в качестве десятого и последнего трека и была показана в японском фильме 2018 года Sensei Kunshu. 20 ноября 2019 года они выпустили свой второй японский альбом &Twice, в который вошёл первый оригинальный англоязычный трек группы «What You Waiting For».
После выпуска своего десятого мини-альбома Taste of Love 25 июня 2021 года Twice объявили, что их первый официальный сингл на английском языке выйдет в сентябре. Название сингла не разглашалось до 6 августа, когда они опубликовали фото-тизер, на котором кто-то держит письмо. 23 августа JYP Entertainment объявили 1 октября датой выхода «The Feels» в 11-секундном видеоклипе.

## Композиция
«The Feels» была написана Анной Тимгрен, Боем Мэтьюзом, Джастином Рейнштейном и Ли У Мином. Джастин Райнштейн и Ли У Мин также являются продюсерами трека. JYP Entertainment представил эту песню, как «быстрый диско-поп-трек, сочетающий в себе заводные басовые звуки и ритмы диско-синта». Композиция длится 3 минуты 18 секунд, она написана в тональности Си минор (заимствуя из параллельного дорийского лада) в темпе 120 ударов в минуту.
В интервью журналу Bustle, Момо описала «The Feels» как «смелое введение» в «новую главу» в карьере группы. «Мало того, что эта песня очень затягивает — в ней отличные зацепки — она показывает, кто мы такие. Это показывает наши цвета и наш стиль» —  добавила Чхэён